# Jakovlev Jak-141
Jakovlev Jak-141 (V kódu NATO: "Freestyle") bylo nadzvukové, víceúčelové bojové letadlo s technologií V/STOL (vertical take-off and landing), které poprvé vzlétlo 9. března 1987 jako prototyp 48-2. Jeho vývoj trval poměrně dlouhou dobu, tedy od roku 1975 po rok 1991.
Byly sestrojeny čtyři prototypy tohoto letadla:
1. Prototyp 48-0 - prototyp určený k neletovým zkouškám a ke kontrole integrovaných systémů
2. Prototyp 48-1 - rovněž neletový prototyp určený ke zkouškám výkonnosti motorů
3. Prototyp 48-2 - určený k letovým zkouškám a byl představen na letecké výstavě ve Farnborough (1992) a Moskvě (1993)
4. Prototyp 48-3 - rovněž určen k letovým zkouškám, poprvé představen na Moskevské letecké výstavě v roce 1993[9]

Financování projekt spolu a testů na letadlové lodi Admiral Gorškov bylo ukončeno na konci roku 1991, kdy došlo k nehodě při přistávání a prototyp vybuchl - pilot se dokázal katapultovat. Později po přehodnocení ministerstvem obrany byl projekt znovu spuštěn. Byla navržena i pozemní verze Jak-141M s lepším motorem, výzbrojí a s charakteristikami stealth.

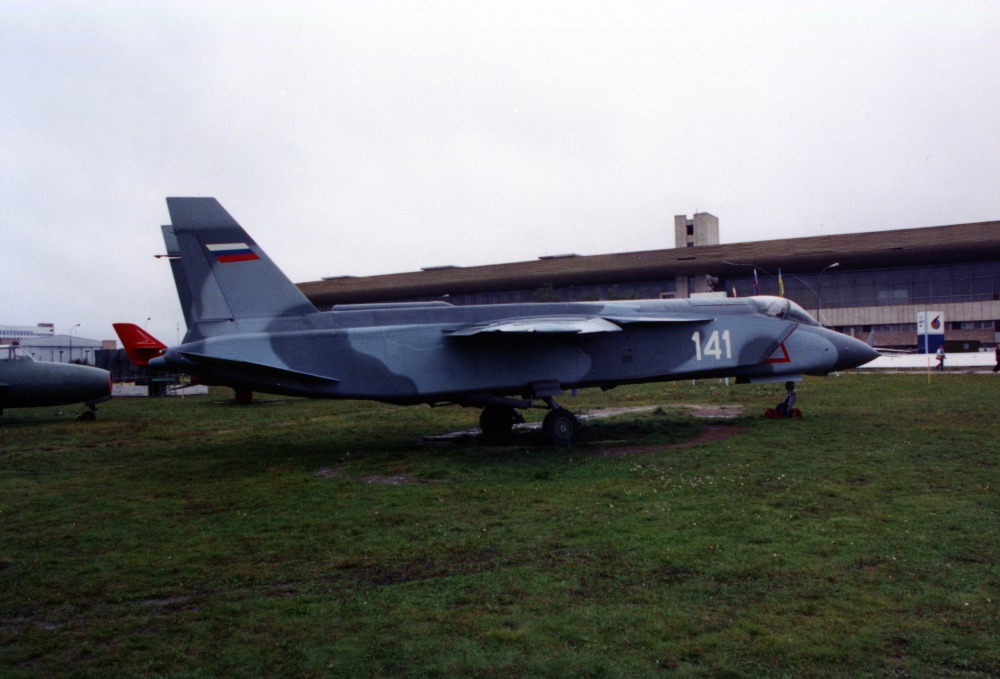
Jakovlev Jak-141

Jak-141 byl vybaven automaticky katapultovacím sedadlem Zvezda K-36, podobným jakým byl vybaven i Jak-38. Jak-141 je rovněž vybaven laserovým naváděním raket. Má trojnásobně zálohovaný systém FBW (Fly-by-wire) ke koordinaci motoru s tryskami pro zlepšený kolmý vzlet a přistání. Je také vybaven identifikátorem IFF (Identification friend or foe) a modifikovaným radarem IRST S-31E2KOLS. Tímto radarem jsou také vybaveny stíhačky MiG-29.
Spolupráce s Lockheedem
V září 1991 oznámila ruská vláda zastavení vývoje z finančních důvodů. Jakovlev začal jednání s několika zahraničními partnery, kteří by mohli pomoci program financovat. Společnost Lockheed Corporation, která v té době vyvíjela X-35 pro americký program Joint Strike Fighter, se přihlásila a s její pomocí byl letoun 48-2 vystaven na letecké přehlídce ve Farnborough v září 1992. Jakovlev oznámil, že dosáhl dohody s Lockheedem o financování ve výši 385 až 400 milionů dolarů na tři nové prototypy a další statický testovací letoun pro testování vylepšení konstrukce a avioniky. Plánované úpravy pro navrhovaný Jak-41M zahrnovaly zvýšení vzletové hmotnosti STOL na 21 500 kg. Jeden z prototypů měl být dvoumístný cvičný stroj. Ačkoli již nebyly letuschopné, oba stroje 48-2 a 48-3 byly vystaveny na moskevské letecké přehlídce v roce 1993.

## Uživatelé
Sovětský svaz
- Sovětské námořnictvo – Sovětské námořní letectvo

## Specifikace

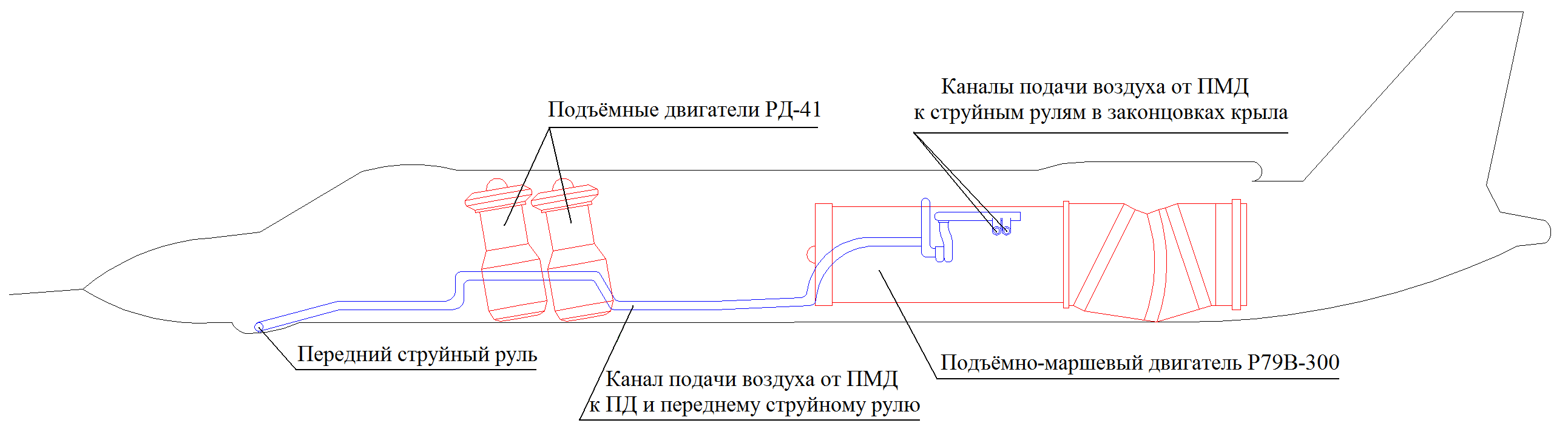
Schéma uspořádání pohonné soustavy u Jak-141

### Technické parametry
- Posádka: 1
- Délka: 18,3 m
- Rozpětí: 10,1 m
- Výška: 5 m
- Nosná plocha: 31,7 m²
- Hmotnost prázdného letadla: 11 650 kg
- Maximální vzletová hmotnost: 19 500 kg
- Pohonná jednotka: 
  - 1 × dvouproudový motor Sojuz R-79V-300 s maximálním tahem 88,25 kN, s přídavným spalováním 152 kN
  - 2 × zdvihový proudový motor Rybinsk RD-41 o tahu 40,2 kN
- Objem palivových nádrží: 4 400 kg
- Přídavné palivové nádrže: 1 750 kg

### Výkony
- Maximální rychlost: 1 800 km/h ve výšce 11 000 m (1,7 M)
- Maximální rychlost při zemi: 1 250 km/h (1,02 M)
- Operační dostup: 15 000 m
- Dolet: 2100 km
- Délka vzletu: 30-100 m
- Délka přistávání: 240 m

### Výzbroj
- Rakety „Vzduch-vzduch“ R-27, R-33, R-40, R-60, R-73
- Rakety „Vzduch-zem“ Ch-31A, Ch-35, Ch-25MP, Ch-25MTRL, Ch-25MP
- Kanón GŠ-30-1 se 120 náboji
- Byl schopen nést i nukleární pumu